# Patience Agbabi
Patience Agbabi, född 1965 i London, är en brittisk poet och artist. 
Agbabi betonar spoken word. Även om hennes poesi slår hårt när hon tar upp samtida teman, använder den ofta formella begränsningar, och även traditionella poetiska former. Hon har beskrivit sig själv som "bikulturell" och bisexuell. Frågor om ras- och könsidentitet finns med i Agbabis poesi. Hon hyllas "för att ha lika mycket intresse för litteratur och performance" som för arbete som "rör sig flytande och smidigt mellan kulturer, dialekter och röster" 2017 valdes hon till fellow i Royal Society of Literature.

## Tidigt liv och utbildning
Patience Agbabi föddes i London av nigerianska föräldrar. Från tidig ålder fostrades hon privat av en vit engelsk familj, som när hon var 12 år gammal flyttade från Sussex till norra Wales, där Agbabi växte upp i Colwyn Bay. Hon studerade engelska och litteratur vid Pembroke College, Oxford.
Hon tog en Master of Arts i Creative Writing, the Arts and Education från University of Sussex 2002, och i september samma år utnämndes hon till Associate Creative Writing Lektor vid University of Wales, Cardiff.

## Poesi och framträdanden
Agbabi började uppträda på Londons klubbar 1995 som medlem i performancegruppen Atomic Lip, som en gång beskrevs som "poesins första popgrupp". Deras sista turné ägde rum 1998, med titeln "Quadrophonix", som blandade live- och videouppträdande i varje show. 1996 arbetade hon på ett performanceverk som heter FO(U)R WOMEN, med Adeola Agbebiyi och Dorothea Smartt, som först framfördes på Institute of Contemporary Arts och turnerade från 1995 till 1998.  Hon har bland sina influenser citerat Janis Joplin, Carol Ann Duffy, Geoffrey Chaucer och olika aspekter av samtida musik och kultur. Agbabis barndomskärlek för tårta är tydlig i hennes dikt "Ät mig".
Dikterna i hennes första bok R.A.W., publicerad 1995, fokuserar på hennes erfarenheter av Thatcherism, stadsliv och ras- och sexualpolitik. Stilen i dessa dikter "har mycket att tacka rappen för dess rytmer, verbala och associationsmässiga genialitet". Hennes nästa samling var Transformatrix (2000), en kommentar om det samtida Storbritannien som hämtar inspiration från populära musikformer. Transformatix innehåller också Agbabis första publicerade anpassning av Geoffrey Chaucers Canterbury Tales, som ombildar The Wife of Bath som den nigerianska Mrs. Alice Ebi Bafa. År 2008 publicerade Agbabi Bloodshot Monochrome, en diktsamling som, enligt beskrivning av en recensent, "lyfter fram sociala och politiska frågor, fångar och överväger ögonblick i tiden genom sedan länge döda författare, och erbjuder läsarna ett varierat urval av författarens livsåskådning på en mängd olika platser". Carol Rumens har sagt: "Agbabi gör på ett karaktäristiskt sätt poesi till ett tillfälle för samtal med det förflutna, försummar det inte, utan sätter nya lexikaliska termer."
Som Canterbury-pristagare från juli 2009 till december 2010 fick Agbabi ett bidrag från Arts Council för att skriva en diktsamling i full längd baserad på Geoffrey Chaucers The Canterbury Tales.. Den slutliga produkten publicerades 2014 som Telling Tales, som återberättade varje historia i det medelengelska verket för att erbjuda en 2000-talsversion av karaktärerna och dess poesi. Boken fick lovord från poeter, däribland Simon Armitage, som beskrev den som "de livligaste versionerna av Chaucer du sannolikt kommer att läsa." Agbabi fortsätter att turnera med Telling Tales som en performance-poesiproduktion som visas på litteraturfestivaler och bibliotek över hela Storbritannien.
Förutom att uppträda i Storbritannien, har Agbabi genomfört lästurnéer i Namibia, Tjeckien, Zimbabwe, Tyskland och Schweiz British Council. Hon har deltagit i Modern Love, en spoken word- turné i Storbritannien och Schweiz, producerad av Renaissance One. Modern Love utforskade kärlek och moderna relationer.
Agbabis poesi har framförts i tv och radio, inklusive Channel 4-serien Litpop 1998 och i barnprogrammet Blue Peter 1999. Hon har också bidragit till flera antologier, bland dem Jubilee Lines (2012), redigerad av Carol Ann Duffy, som markerade drottning Elizabeth II:s 60-årsjubileum på tronen, och Refugee Tales (2016), en samling berättelser baserade på historier från personer som var fångna på Gatwick flygplats.
Agbabi har undervisat och drivit workshops och även varit poet-in-residence på olika platser, allt från Oxford Brookes University och Eton College till en tatuerings- och piercingstudio i London.
2018 var Agbabi skribent på Brontë Parsonage Museum.

## Utmärkelser och erkännanden
1997 mottog Agbabis första diktsamling, R.A.W (1995), Excelle Literary Award.
År 2000 var hon en av 10 poeter som fick uppdraget av BBC Radio 4 att skriva en dikt till National Poetry Day.
2004 var Agbabi med på Poetry Book Societys lista över nästa generations poeter.
År 2010 utsågs Agbabi till Canterbury Festivals Canterbury Poet Laureate.
I mars 2015 tillkännagav The Poetry Society Agbabi som en av fem poeter som nominerades till 2014 års Ted Hughes Award for New Work in Poetry, för hennes bok Telling Tales.
2017 valdes Agbabi till Fellow i Royal Society of Literature.

## Utvalda verk
- R.A.W., Gecko Press (1995).
- Transformatrix,[28] Canongate Books (2000)
- Bloodshot Monochrome,[29] Canongate (2008)
- Telling Tales,[30] Canongate (2014)
- The Wife of Bafa (text)];[31] Analysis of The Wife of Bafa[32]
- The Infinite, Canongate (2020)

### Antologier
- Carol Ann Duffy, utg., Jubilee Lines (London: Faber & Faber, 2012)
- Sasha Dugdale, utg., Best British Poetry 2012 (Cromer: Salt, 2012)
- Helen Ivory, utg., In Their Own Words (Cromer: Salt, 2012)
- Rob Pope, utg., Studying English Language and Literature: An Introduction and Companion (Oxford: Routledge, 2012)
- Tom Chivers, Adventures in Form (London: Penned in the Margins, 2012)
- Refugee Tales (Manchester: Comma Press, 2016)
- Margaret Busby, ed., New Daughters of Africa (Myriad Editions, 2019)